# Atherinella colombiensis
Atherinella colombiensis is een straalvinnige vissensoort uit de familie van de koornaarvissen (Atherinopsidae). De wetenschappelijke naam van de soort is voor het eerst geldig gepubliceerd in 1920 door Hubbs.